# جورج هانگرفورد
جورج هانگرفورد (انگلیسی: George Hungerford؛ زادهٔ ۲ ژانویهٔ ۱۹۴۴) قایقران روئینگ اهل کانادا بود.
وی در مسابقات کشوری و بین‌المللی در مجموع برندهٔ ۱ مدال طلا شده‌است.